# Wilhelmsturm (Wölpinghausen)
Der Wilhelmsturm ist ein etwa 25 m hoher denkmalgeschützter Aussichtsturm auf dem 136 m ü. NHN hohen Wölpinghauser Berg in den Rehburger Bergen bei Wölpinghausen (Landkreis Schaumburg/Niedersachsen).

## Geschichte
Der Turm wurde 1846–1848 unter Fürst Georg zu Schaumburg-Lippe für die Landesvermessung erbaut. Andere Quellen sprechen davon, dass der Turm als Arbeitsbeschaffungsmaßnahme für die hungernde Bevölkerung von Fürstin Ida zu Schaumburg-Lippe in Auftrag gegeben wurde. Als Baumaterial dienten Sandsteine, die aus einem nahegelegenen Steinbruch gebrochen wurden. Zeitgleich entstand der Idaturm im Harrl bei Bückeburg.
Benannt wurde er nach dem Grafen Wilhelm zu Schaumburg-Lippe, der bis zu seinem Tode am 10. September 1777 im Haus „Bergleben“ lebte. Dieses Haus stand an der Stelle des jetzigen Turmes, bis es nach dem Tode Graf Wilhelms abgebaut und als Kur-Apotheke in Bad Nenndorf wieder aufgebaut wurde, wo es heute noch steht.
1941 erhielt die Gemeinde Bad Rehburg den Turm als Geschenk, da der Rat von Wölpinghausen es ablehnte, den Turm zu übernehmen und nach der Gemeindegebietsreform ging er 1974 in das Eigentum der Stadt Rehburg-Loccum über. Der Turm wird vom Kulturerhaltungsverein Bad Rehburg e. V. betreut und ist an Sonn- und Feiertagen geöffnet.

## Heute

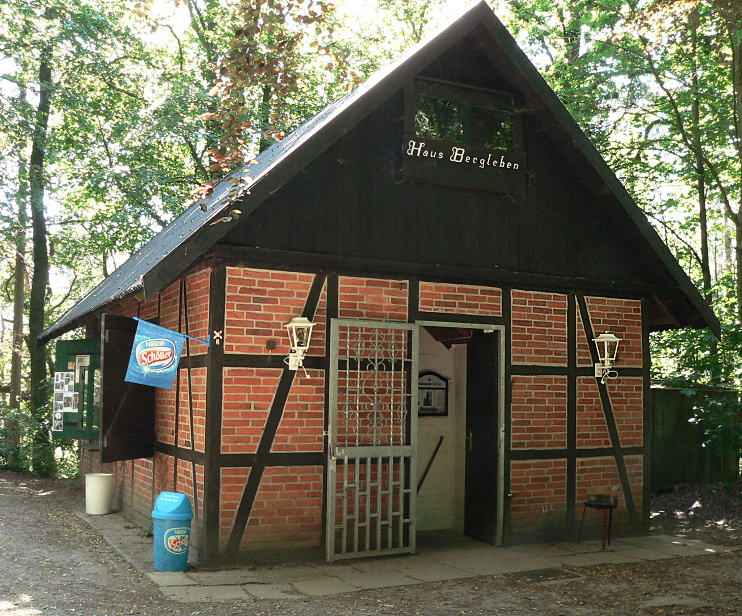
Gaststätte neben dem Turm

Heute befindet sich um den Turm herum ein Grillplatz mit Hütte. Neben dem Turm wurde ein Gebäude mit dem Namen „Haus Bergleben“ wieder erbaut, in dem sich derzeit eine Gaststätte für Wanderer befindet.
106 Stufen führen zur Aussichtsplattform des Wilhelmsturms, die auf 24 m Höhe liegt und einen Panoramablick bis zur Porta Westfalica ermöglicht. Die Sicht nach Norden über das Steinhuder Meer ist durch hochgewachsene Buchen inzwischen versperrt, nach Süden ist die Sicht über das Schaumburger Land jedoch frei.